# 臺灣滿族
台灣滿族，又称在台满族、旅台满族，是臺灣的少數族群，由近代从滿洲與中國本部等地移居台湾的满族和錫伯族等通古斯民族以及金代女真后裔组成，目前人口约12,000人。

## 历史
满族移居台湾的历史最早可以追溯至1788年（清乾隆53年）移居台湾的金代女真后裔粘德尚、粘德粵、粘德恩三兄弟，他们是完颜宗翰六世孙元初左丞相粘重山的后裔，粘重山以名为姓，故其后裔以粘为姓氏。粘德尚三兄弟世居福建晋江衙口村粘厝埔，于台湾彰化鹿港登陸，有“台湾粘氏开基三祖”之称。定居鹿港後分化为顶粘村及厦粘村两支，至今已繁衍至二百八十余户、四千余人。此外，前往台湾各地的还有二百余户，也在四千人左右。目前台湾粘氏共有五百余户、人口八千左右，设有台湾粘氏宗亲会。虽在清代未隶属于八旗，但认同满族。
第二批移居台湾的满族人士是1949年跟随国民政府撤退至台湾的民意代表、立法委员、国大代表、学者、宗教家、自由人士以及军公教人员和家属，為台灣外省人，多是精英人士，目前人口已发展至约三千多人。这批人士在时任总统蒋中正的鼓励下，以原北京满族协会为班底在台湾创立中华民国满族协会，以恭亲王奕䜣之孙、书画家溥儒为会长，以唐君武为秘书长。其余主要创会元老还有莫德惠、鲍静安、库春熙、广禄、富伯平等百余人。协会亦成为此后在台满族的领导组织，後又於2021年重組並更名為台灣滿族協會。

## 主要氏族
台湾满族大姓主要为伊尔根觉罗、爱新觉罗、叶赫那拉、富察、佟佳、乌扎拉、马佳、莫塔哈利、完颜、宁古塔、巴雅拉、翁纽络。根据满族协会的调查，共使用汉姓94个，除粘氏家族外，以趙姓人口最多。其中伊尔根觉罗以赵为氏；爱新觉罗以金、赵、肇、罗、马为氏；叶赫那拉以那为氏；富察以富、傅为氏；佟佳以佟为氏；乌扎拉以吴为氏；马佳以马为氏；完颜以王、汪、粘为氏；宁古塔以刘为氏；巴雅拉以白为氏；翁纽络以翁为氏；莫塔哈利以莫为氏，为东北政坛元老莫德惠之后。此外，还有一些在台人口稀少的姓氏，例如乌尔胡济氏来台时仅有一人，即后来成为中华民国空军司令的乌钺上将，以及滿洲正黃旗與鑲黃旗的赫舍里氏。。

## 知名人物
台湾满族的知名人士有书画家溥儒、前考试院长莫德惠、满语学者广禄、《自由中国》编委金承艺、前故宫博物院副院长那志良、前中华民国空军總司令乌钺、作家曹又方、苦苓、粘迪舜、儒学学者毓鋆、前考试院长关中、前国安会秘书长金溥聪、前立法委员胡赓年、前臺灣男子籃球運動員何守正、中國文化大學廣告學系主任鈕則勳、中國文化大學副教授敖国珠、导演钮承泽、演员郭子乾、那維勳、胡因梦、劉德凱、郎祖筠、何篤霖、星座塔羅專家安格斯、魔術師粘立人、立法委員高金素梅、中天新聞台女主播馬千惠、企业管理学兼社会工程学学者金新原等。